# Literatura en altres llengües del Regne Unit

Les nacions celtes, on avui es parlen les llengües celtes, o es parlaven fins a l'era moderna:
Irlanda (Gaèlic irlandès)
Escòcia (Gaèlic escocès)
Illa de Man (Gaèlic manx)
Gal·les (Gaèlic)
Cornwall (Còrnic)
Bretanya (Bretó) Les Illes anglonormandes, parlaven el Normand una llengua que es pot escoltar a sobre de Bretanya.

A més de l'anglès, la literatura del Regne Unit s'ha escrit en altres llengües. És a dir, el Regne Unit ha acollit i acull una àmplia varietat d'altres llengües, que es van distribuir a través del propi Regne Unit, l'illa de Man i les illes Anglonormandes del Canal, tot i que l'illa de Man i els Bailiwicks de Guernsey i Jersey no formen part del Regne Unit, s'hi relacionen estretament, ja que són dependències de la corona britànica. Això inclou la literatura en gaèlica escocesa, gal·lesa, anglo-llatina, còrnica, anglo-normanda, guerneseiès, Jerseiesa, l'illa de Man, i la irlandesa (però només la Llengua anglesa al Nord d'Irlanda a partir de 1922). Per la literatura anglosaxona (anglès antic) es tracta a literatura anglesa i l'escocesa dins la literatura escocesa.

## Identitat britànica
La naturalesa de la identitat britànica ha canviat amb el pas del temps. L'illa que inclou Anglaterra, Escòcia i Gal·les ha estat coneguda com a Gran Bretanya (Britànnia) des de l'època de l'Imperi Romà amb Plini el Vell (c. 23-79 dC). Tot i que els habitants originals parlaven principalment diverses llengües celtes, l'anglès com a llengua nacional va tenir els seus inicis amb la invasió anglosaxona del c.450 dC
Les diverses parts constitutives de l'actual Regne Unit es van unir en diferents moments. Gal·les va ser annexionada pel Regne d'Anglaterra en virtut dels Actes de la Unió de 1536 i 1542, i no va ser fins al 1707 amb el Tractat de la Unió entre Anglaterra i Escòcia que el Regne d'Anglaterra es va convertir en el Regne de la Gran Bretanya. Aquestes fusions es van impulsar el 1801 amb el Regne d'Irlanda per formar el Regne Unit de la Gran Bretanya i Irlanda. Fins a èpoques bastant recents es parlaven les llengües celtes a Escòcia, Gal·les, Cornualla i Irlanda, i encara sobreviuen, sobretot en zones de Gal·les.
Posteriorment, l'impacte de l'unionisme britànic va provocar la partició d'Irlanda el 1921, la qual cosa va compotar que la literatura de la República d'Irlanda ja no era britànica, tot i que la literatura d'Irlanda del Nord es pot considerar irlandesa i britànica simultàniament. Més recentment, la relació entre Anglaterra, Gal·les i Escòcia ha canviat mitjançant l'establiment dels parlaments gal·lès i escocès, a més del parlament britànic a Londres.

## Alta Edat mitjana: 450 - 1100 dC
La literatura llatina, principalment eclesiàstica, es va continuar escrivint en els segles posteriors a la retirada de l'Imperi Romà a principis del segle V. Els seus principals exponents són les Cròniques de Beda (672 / 3–735), Historia ecclesiastica gentis Anglorum i Gildas (ca.500-570),així com De Excidio et Conquestu Britanniae de Gildas de Rhuys al segle VI.
Molts britànics parlaven diverses llengües cèltiques en aquesta època. Entre les obres escrites més importants que ens han sobreviscut hi trobem Y Gododdin i el Mabinogion. Y Gododdin és un poema medieval gal·lès que consisteix en una sèrie d'elegies per als homes del regne britànic de Gododdin i els seus aliats que, segons la interpretació convencional, van morir lluitant contra els Angles de Deira i Bernicia en un lloc anomenat Catraeth sobre el 600 dC. Tradicionalment s'atribueix al bard Aneirin i només sobreviu en un manuscrit, conegut com el Llibre d'Aneirin. El nom de Mabinogion és una etiqueta establerta per a una col·lecció d'onze històries en prosa recollides a partir de dos manuscrits gal·lesos medievals coneguts com el Llibre blanc de Rhydderch (Llyfr Gwyn Rhydderch) (cap al 1350), i el Llibre vermell de Hergest (Llyfr Coch Hergest) (1382– 1410). Estan escrits en gal·lès mitjà, la llengua literària comuna entre finals del segle XI i el segle XIV. Formen part dels mateixos els contes: Pedair Cainc y Mabinogi ("The Four Branches of the Mabinogi""). Els contes es basen en la mitologia celta precristiana, els motius de contes populars internacionals i les tradicions històriques altmedievals.
Del segle VIII al XV, els vikings i els colons nòrdics i els seus descendents van colonitzar parts de l'actual Escòcia actual. Algunes poesies nòrdiques antigues sobreviuen relacionades amb aquest període, com la saga Orkneyinga, una narració de la història de les Illes Orcades, des de la seva captura pel rei noruec al segle ix en endavant fins al 1200 aproximadament.

## Baixa Edat Mitjana: 1100-1500

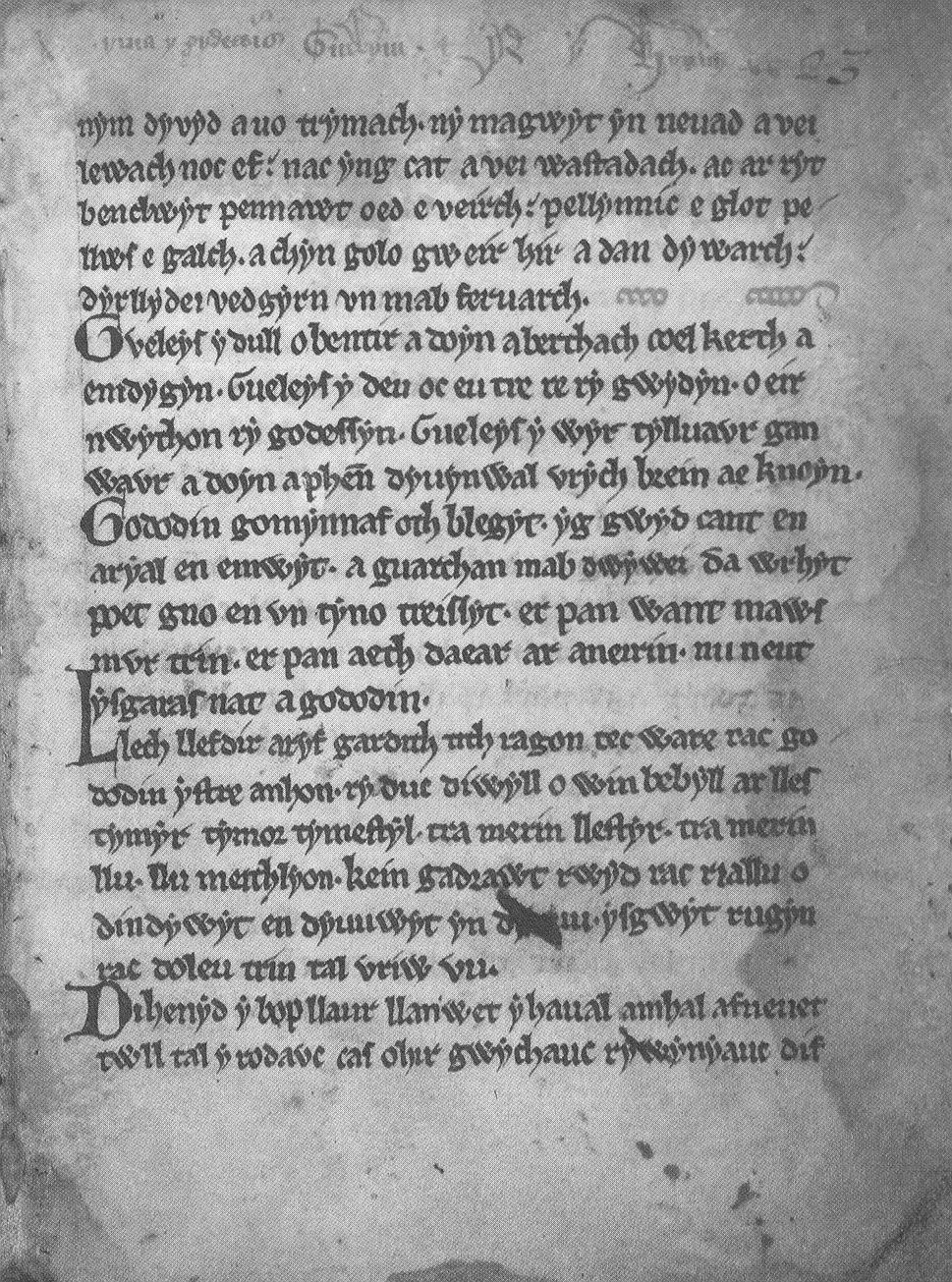
Una pàgina facsímil de Y Gododdin c. 1275

Després de la conquesta normanda el 1066, la llengua normanda es va convertir en la llengua de la noblesa d'Anglaterra. Durant tot el segle XII, l'llengua anglo-normanda,varietat de normands que s'utilitzava a Anglaterra, compartia amb el llatí la distinció de ser la llengua literària d'Anglaterra i es va utilitzar a la cort fins al segle XIV. No va ser fins al regnat d'Enric VII que l'anglès es va convertir en la llengua materna dels reis d'Anglaterra.
Encara es van escriure obres en llatí, entre les quals trobem: llibre de Gerard de Gal·les de finals del segle XII sobre el seu estimat País de Gal·les, Itinerarium Cambriae, i després de la conquesta normanda de 1066, la literatura anglo-normanda es va desenvolupar al regne anglonormand introduint les tendències literàries d'Europa continental, com la chançó de gesta. Tot i això, el desenvolupament indígena de la literatura anglo-normanda va ser precoç en comparació amb la literatura continental d'Oïl.
Geoffrey de Monmouth va ser una de les figures més importants del desenvolupament de la història britànica i la popularitat dels contes del rei Artús. És conegut sobretot per la seva crònica Historia Regum Britanniae (Història dels Reis de Gran Bretanya) del 1136, que va difondre la mitologia celta al gran públic. Robert Wace (vers 1110 - després del 1174), va escriure en francès normand, és el primer poeta conegut de Jersey, i també va desenvolupar la llegenda artúrica.) A finals del segle XII, Layamon a Brut va adaptar Wace per fer que la primera obra en anglès fes servir les llegendes del rei Artús i dels cavallers de la taula rodona.
La primera literatura jueva anglesa es va desenvolupar després de la conquesta normanda amb l'assentament jueu a Anglaterra. Berechiah ha-Nakdan és conegut principalment com l'autor d'un conjunt de més de cent faules del segle xiii, anomenades Mishle Shualim, (Faules de la Guineu). El desenvolupament de la literatura jueva a l'Anglaterra medieval va acabar amb l'edicte d'expulsió de 1290.
La naturalesa multilingüe del públic per a la literatura al segle xiv es pot il·lustrar amb l'exemple de John Gower (vers 1330 - octubre de 1408). Contemporani de William Langland i amic personal de Geoffrey Chaucer, Gower és recordat principalment per tres grans obres, el Mirroir de l'Omme, Vox Clamantis i Confessio Amantis, tres llargs poemes escrits en anglonormand, llatí i anglès mitjà. respectivament, que estan units per temes morals i polítics comuns.
Dafydd ap Gwilym (c. 1315/1320 - c. 1350/1370), és àmpliament considerat com el principal poeta gal·lès i entre els grans poetes d'Europa a l'edat mitjana. Els seus temes principals són l'amor i la natura. La influència de les idees d'amor cortès, que es troba en la poesia trobadoresca provençal, va tenir una influència significativa en la seva poesia.
Entre els principals escriptors escocesos del segle xv hi ha Henrysoun, Dunbar, Douglas i Lyndsay, que van escriure en escocès mitjà, sovint simplement anomenat anglès, la llengua dominant d'Escòcia.
En llengua còrnica, Passhyon agan Arloedh ("La passió del nostre Senyor"), un poema de 259 versos de vuit línies escrits el 1375, és una de les primeres obres que es conserven de la literatura còrnica. L'obra més important de la literatura que es conserva del període mitjà de Còrnic és An Ordinale Kernewek ("L'ordinalia de Cornualla"), un drama religiós de 9.000 línies compost al voltant de l'any 1400. Tres obres en còrnic conegudes com Ordinalia han sobreviscut d'aquest període.

## El Renaixement: 1500-1660
La difusió de la impremta va afectar la transmissió de literatura a Gran Bretanya i Irlanda. El primer llibre imprès en anglès, la pròpia traducció de William Caxton el Recuyell of the Historyes of Troye, es va imprimir a l'estranger el 1473, seguit de l'establiment de la primera impremta a Anglaterra el 1474. L'establiment d'una impremta a Escòcia sota la patent reial de Jaume IV d'Escòcia el 1507 va facilitar la difusió de la literatura escocesa. La primera impremta a Irlanda va seguir més tard el 1551. Tot i que el primer llibre en gal·lès que es va imprimir va ser produït per John Prise el 1546, les restriccions a la impressió van fer que només les premses clandestines, com la de Robert Gwyn, que va publicar Y Drych Cristionogawl el 1586/1587, poguessin funcionar a Gal·les fins al 1695. La primera impremta legal que es va instal·lar a Gal·les va ser el 1718 d'Isaac Carter. La primera obra impresa a Manx data del 1707: una traducció d'un catecisme del llibre de pregàries en anglès del bisbe Thomas Wilson. La impressió va arribar fins i tot més tard a altres parts de Gran Bretanya i Irlanda: la primera impremta a Jersey va ser creada per Mathieu Alexandre el 1784. El text datat més antic a Manx,conservat en manuscrits del segle xviii). Es una història poètica de l'illa de Man a partir de la introducció del cristianisme, que data del segle XVI a tot tardar.
El regnat de la reina Isabel I d'Anglaterra (1558-1603) i del rei Jaume I (1603-162) (Jaume VI d'Escòcia) va veure el desenvolupament del britànic en la literatura. En previsió de l'herència esperada del tron anglès per Jaume VI, les mascarades judicials a Anglaterra ja desenvolupaven les noves imatges literàries d'una “Gran Bretanya” unida, de vegades aprofundint en les fonts celtes i romanes. La Britannia de William Camden, una descripció comtat per comtat de Gran Bretanya i Irlanda, va ser una influent obra de corografia: un estudi relacionat amb el paisatge, la geografia, l'antiquariat i la història. Britannia es va identificar com la personificació de Gran Bretanya, en imatges que es van desenvolupar durant el regnat de l'reina Isabel I.
El Renaixement a Gal·les va estar marcat per l'humanisme i l'erudició. La llengua gal·lesa, es va estudiar per primer cop la seva gramàtica i lexicografia, i es van desenvolupar els estudis bíblics. Escriptors gal·lesos com John Owen i William Vaughan van escriure en llatí o anglès per comunicar les seves idees fora de Gal·les. Els humanistes no van tenir èxit en obrir a les influències renaixentistes les pràctiques dels poetes professionals gal·lesos. Des de la Reforma fins al segle xix la majoria de la literatura en llengua gal·lesa era de caràcter religiós. Llyfr y Tri Aderyn de Morgan Llwyd ("El llibre dels tres ocells") (1653) va adoptar la forma d'un diàleg entre una àliga (que representava l'autoritat secular, particularment Cromwell); un colom (que representa els puritans); i un corb (que representa l'Església anglicana).

### La reforma i la literatura vernacla
A la Reforma, la traducció de la litúrgia i la Bíblia a les llengües vernacles va proporcionar nous models literaris. El Llibre de l'oració comuna i la versió autoritzada de la Biblia del rei Jaume van tenir una gran influència. La Bíblia, és un dels projectes de traducció més grans de la història de l'anglès fins ara, que es va iniciar el 1604 i es va acabar el 1611.
Els primers exemples que han sobreviscut de la prosa de Cornualla són Pregothow Treger (Les homilies de Tregear), un conjunt de 66 sermons traduïts de l'anglès per John Tregear 1555-1557.
El 1567 es van publicar les traduccions gal·leses del Nou Testament i del Llibre de la pregària comuna de William Salesbury. La traducció de la Bíblia de William Morgan va seguir el 1588 per continuar sent la Bíblia gal·lesa estàndard fins ben entrat el segle xx.
La primera traducció irlandesa del Nou Testament va ser iniciada per Nicholas Walsh, bisbe d'Ossory, continuada per John Kearney (tresorer de St Patrick's, Dublín), el seu ajudant, i el Dr. Nehemiah Donellan, arquebisbe de Tuam, i finalment completada per William O Domhnuill. William Daniell, va ser arquebisbe de Tuam en successió de Donellan. La seva obra es va imprimir el 1602. El treball de traducció de l'Antic Testament va ser realitzat per William Bedell (1571–1642), bisbe de Kilmore, i es va completar la seva traducció durant el regnat de Carles I d'Anglaterra. Tanmateix, no es va publicar fins al 1685, en una versió revisada per Narcís Marsh (1638-1713), arquebisbe de Dublín.
El Book of Common Order va ser traduït al gaèlic escocès per Séon Carsuel (John Carswell), bisbe de les Illes, i imprès el 1567. Es considera el primer llibre imprès en gaèlic escocès, tot i que la llengua s'assembla a l'irlandès clàssic. La traducció irlandesa de la Bíblia que data del període isabelí es va utilitzar a Escòcia fins que la Bíblia es va traduir al gaèlic escocès. James Kirkwood (1650–1709) va promoure l'ensenyament del gaèlic i va intentar proporcionar una versió de les traduccions bíbliques a l'irlandès de William Bedell, i editada pel seu amic Robert Kirk (1644–1692), que va fracassar, tot i que va aconseguir publicar un psalteri en gaèlic (1684).
El Book of Common Prayer va ser traduït al francès per Jean Durel de Jersey, posteriorment degà de Windsor, i publicat per al seu ús a les Illes del Canal el 1663, ja que l'anglicanisme es va establir com a religió estatal després de la Restauració anglesa.
El llibre de l'oració i la Bíblia es van traduir a Manx als segles XVII i XVIII. La impressió de pregàries per a les famílies pobres va ser projectada per Thomas Wilson en un memoràndum del diumenge de Pentecostés 1699, però no es va dur a terme fins al 30 de maig de 1707, data de publicació dels seus Principles and Duties of Christianity... in English and Manks, with short and plain directions and prayers, 1707. Aquest va ser el primer llibre publicat a Manx i, sovint, s'anomena Catecisme Manx. ElGospel of St. Matthew es va traduir, amb l'ajut dels seus vicaris generals el 1722 i es va publicar el 1748 sota el patrocini del seu successor com a bisbe, Mark Hildesley. La resta dels Evangelis i les Actes també es van traduir a Manx sota la seva supervisió, però no es van publicar. Hildesley va imprimir el Nou Testament i el Llibre d'Oració, traduïts, sota la seva direcció, pel clergat de la diòcesi, i l'Antic Testament es va acabar i transcriure el desembre de 1772, en el moment de la mort del bisbe. La Bíblia Manx va determinar un estàndard pels textos escrits a Manx. Es va desenvolupar una tradició de talles manx, cançons religioses o nadales. La literatura religiosa era freqüent, però l'escriptura laica era molt més escassa.
Les traduccions de parts de la Bíblia al Còrnic existeixen des del segle xvii. Els primers treballs consistien en la traducció de passatges individuals, capítols o llibres de la Bíblia

### Literatura llatina
El llatí es va continuar utilitzant com a llengua d'aprenentatge, molt després que la Reforma havia establert la llengua vernacla com a llengua litúrgica. A Escòcia, el llatí com a llengua literària va prosperar fins al segle xvii, ja que els escriptors escocesos que escrivien en llatí eren capaços d'interactuar amb el seu públic en igualtat de condicions en un idioma de prestigi, sense sentir-se obstaculitzats pel seu maneig menys segur de l'anglès.
Utopia és una obra de ficció i filosofia política de Thomas More (1478-1535) publicada el 1516. El llibre, escrit en llatí, és una narració marc que representa principalment una societat insular fictícia i els seus costums religiosos, socials i polítics. La Nova Atlàntida és una novel·la utòpica de Francis Bacon (1561–1626), publicada en llatí (com a Nova Atlantis) el 1624 i en anglès el 1627. En aquest treball, Bacon va retratar una visió del futur del descobriment i el coneixement humans, expressant les seves aspiracions i ideals per a la humanitat. La novel·la representa la creació d'una terra utòpica on “la generositat i la il·luminació, la dignitat i l'esplendor, la pietat i l'esperit públic” són les qualitats més habituals dels habitants del mític Bensalem. El pla i l'organització del seu col·legi ideal, Salomon's House (o la casa de Salomó), preveia la moderna universitat d'investigació en ciències pures i aplicades.
L'escocès George Buchanan (1506-1582) va ser l'escriptor renaixentista de Gran Bretanya (i Irlanda) que va tenir la reputació més gran internacional. És considerat el millor poeta llatí des de l'època clàssica. Com va escriure sobretot en llatí, les seves obres van viatjar per Europa igual que ell mateix. Les seves paràfrasis llatines dels salms hebreus, compostes mentre Buchanan va ser empresonat per la Inquisició a Portugal, van romandre impreses durant segles i es van utilitzar fins al segle xix per estudiar el llatí. Entre els poetes anglesos que van escriure poemes en llatí al segle XVII hi trobem George Herbert (1593–1633) (que també va escriure poemes en grec), i John Milton (1608–74).
Elementa Philosophica de Cive del filòsof Thomas Hobbes (1642-1658) estava escrita en llatí. Tanmateix, les coses canviaven i cap al 1700 el creixent moviment per l'ús de les llengües nacionals (que ja es trobava anteriorment a la literatura i al moviment religiós protestant) havia arribat a l'ensenyament superior, i un exemple de la transició és la carrera d'escriptor d'Isaac Newton que va començar en neollatí per acabar en anglès: Philosophiae Naturalis Principia Mathematica en llatí, i Opticks, 1704, en anglès.

## La restauració: 1660-1700
Iain Lom (c. 1624 - c. 1710) va ser un poeta realista gaèlic escocès nomenat poeta guardonat a Escòcia per Carles II a la Restauració escocesa. Va pronunciar un elogi per a la coronació i es va mantenir fidel als Estuards després del 1688, oposant-se als guillemites i més tard, en el seu Oran a Aghaidh a Aonaidh, la Unió dels parlaments de 1707.
Cín Lae Uí Mhealláin és un relat de les guerres confederades irlandeses que "reflectien el punt de vista catòlic de l'Ulster" escrit per Tarlach Ó Mealláin.
Nicholas Boson (1624–1708) va escriure tres textos significatius en còrnic, Nebbaz gerriau dro tho Carnoack (A Few Words about Cornish) entre 1675 i 1708; Jowan Chy-an-Horth, py, An try foynt a skyans (Joan de Chyannor, o, Els tres punts de saviesa), publicat per Edward Lhuyd el 1707. Anteriorment trobem però; The Dutchess of Cornwall's Progress, en part en anglès, i que ara només es coneix per fragments. Els dos primers són els únics textos de prosa còrnica que es conserven del segle xvii.
A Escòcia, després del segle xvii, l'anglicització va augmentar. Una majoria de la població encara parlava en escocès i una minoria el gaèlic escocès. En aquella època, es van escriure moltes de les balades orals de fronteres. El segle XVII probablement també va veure la composició a les illes Orcades de l'única obra literària original en llengua Norn, una balada anomenada " Hildina ". Entre els escriptors del període destaquen Robert Sempill (vers 1595 - 1665), Lady Wardlaw i Lady Grizel Baillie.

## Segle XVIII
La Unió dels parlaments d'Escòcia i Anglaterra el 1707 per formar un únic Regne de Gran Bretanya i la creació d'un estat conjunt per l'Acta de la Unió (1707) van tenir poc impacte en la literatura d'Anglaterra ni en la consciència nacional entre els escriptors anglesos. La situació a Escòcia era diferent: el desig de mantenir una identitat cultural tot aprofitant els avantatges que oferia el mercat literari anglès i la llengua estàndard literària anglesa va conduir al que ha estat descrit com la "invenció de la literatura britànica" pels escriptors escocesos. Els escriptors anglesos, si consideraven la Gran Bretanya, tendien a suposar que només era Anglaterra; Els escriptors escocesos eren més clarament conscients del nou estat com una "amalgama cultural que comprèn més que Anglaterra".
Gweledigaetheu y Bardd Cwsc ('Visions of the Sleeping Bard') d'Ellis Wynne, publicat per primera vegada a Londres el 1703, és considerat un clàssic de la llengua gal·lesa. Generalment es diu que no existeix un model millor d'aquest gal·lès idiomàtic "pur", abans que els escriptors s'haguessin influït en l'estil i el mètode anglès.
Un dels impulsors del renaixement clàssic de la literatura gal·lesa al segle xviii va ser Lewis Morris, un dels fundadors el 1751 de l'Honorable Society of Cymmrodorion, una societat literària gal·lesa de Londres, en aquella època el centre més important de l'edició gal·lesa. Es va proposar contrarestar la tendència dels benefactors de la literatura gal·lesa cap a la cultura anglesa. Va intentar recrear una escola clàssica de poesia gal·lesa amb el seu suport a Goronwy Owen i altres augustans. Els plans de Goronwy Owen per a una epopeia de Miltonic mai es van assolir, però van influir en els objectius de les competicions eisteddfodau durant el segle xix.
La figura de la Il·lustració escocesa en gaèlic escocès Alasdair mac Mhaighstir Alasdair va compilar el primer llibre secular en gaèlic escocès que es va imprimir: Leabhar a Theagasc Ainminnin (1741). Es tracxta d'un glossari gaèlic-anglès. El segon llibre secular en gaèlic escocès que es va publicar va ser la seva col·lecció de poesia Ais-Eiridh na Sean Chánoin Albannaich (La resurrecció de l'antiga llengua escocesa). Alasdair mac Mhaighstir Alasdair va ser el poeta més obertament nacionalista en gaèlic del segle xviii. Va estar influït per The Seasons de James Thomson, així com per "poetes de poble" gaèlics com Iain Mac Fhearchair (John MacCodrum). Com a part de la literatura oral de les terres altes, poques de les obres d'aquests poetes del poble es van publicar en aquell moment, tot i que se n'han recollit algunes des de llavors.
Els poetes gaèlics escocesos es van lamentar de les derrotes jacobites d'1715 i 1745. Mairghread nighean Lachlainn i Catriona Nic Fhearghais es troben entre les dones poetes que van reflexionar sobre els efectes devastadors sobre la cultura gaèlica tradicional després de les revoltes jacobites. La conseqüent sensació de desolació va impregnar les obres d'escriptors gaèlics escocesos com Dughall Bochanan, que reflectien molts dels temes dels poetes del cementiri que escrivien a Anglaterra. Un llegat de versos jacobites va ser compilat (i adaptat) més tard per James Hogg a les seves reliquies jacobites (1819).
A les zones escoceses de l'Ulster, tradicionalment, hi havia una demanda considerable de treballs de poetes escocesos, sovint en edicions impreses localment. Hi podem trobar entre d'altres: The Cherrie and the Slae d'Alexander Montgomerie el 1700, més d'una dècada més tard, una edició de poemes de Sir David Lindsay i nou gravats de El gentil pastor d'Allan Ramsay entre 1743 i 1793.

## Segle XIX
La novel·la gal·lesa en anglès comença amb " The Adventures and Vagaries of Twm Shon Catti " (1828) de TJ Ll. Prichard i els novel·listes que el seguien van desenvolupar dos gèneres importants: la novel·la industrial i el romanç rural. La ficció en sèrie en gal·lès havia aparegut a partir del 1822, però l'obra que es reconeixia com a primera novel·la en gal·lès va ser " Y Bardd, neu y Meudwy Cymreig " de William Ellis Jones (1830). Es tractava d'una obra moralista, igual que moltes de les produccions de l'època. El primer novel·lista important en llengua gal·lesa va ser Daniel Owen (1836–1895), autor d'obres com Rhys Lewis (1885) i Enoc Huws (1891).
La primera novel·la en gaèlic escocès va ser Dùn-Àluinn, no an t-Oighre 'na Dhìobarach, de John MacCormick, que es va publicar al Journal de la gent el 1910, abans de publicar-la en forma de llibre el 1912. La publicació d'una segona novel·la en gaèlic escocès, An t-Ogha Mòr, d'Angus Robertson, la va seguir al cap d'un any.
Philippe Le Sueur Mourant va escriure uns contes en Jerseiès sobre Bram Bilo, un innocent a l'estranger a París, que van tenir un èxit immediat a Jersey el 1889 i van passar per diverses reimpressions.
Ewen MacLachlan (gaèlic: Eoghan MacLachlainn) (1775-1822) va ser un poeta escocès d'aquest període que va traduir els primers vuit llibres de Homer 's Ilíada al gaèlic escocès. També va compondre i publicar els seus Gaelic Attempts in Verse (1807) i Metrical Effusions (1816), i va contribuir en gran manera al diccionari gaèlic-anglès de 1828.
Denys Corbet va publicar col·leccions de poemes en guernseiès Les Feuilles de la Forêt (1871) i Les Chànts du draïn rimeux (1884), i també va publicar una antologia poètica anual 1874–1877, similar a l'anuari d'Augustus Asplet Le Gros a Jersey 1868–. 1875.

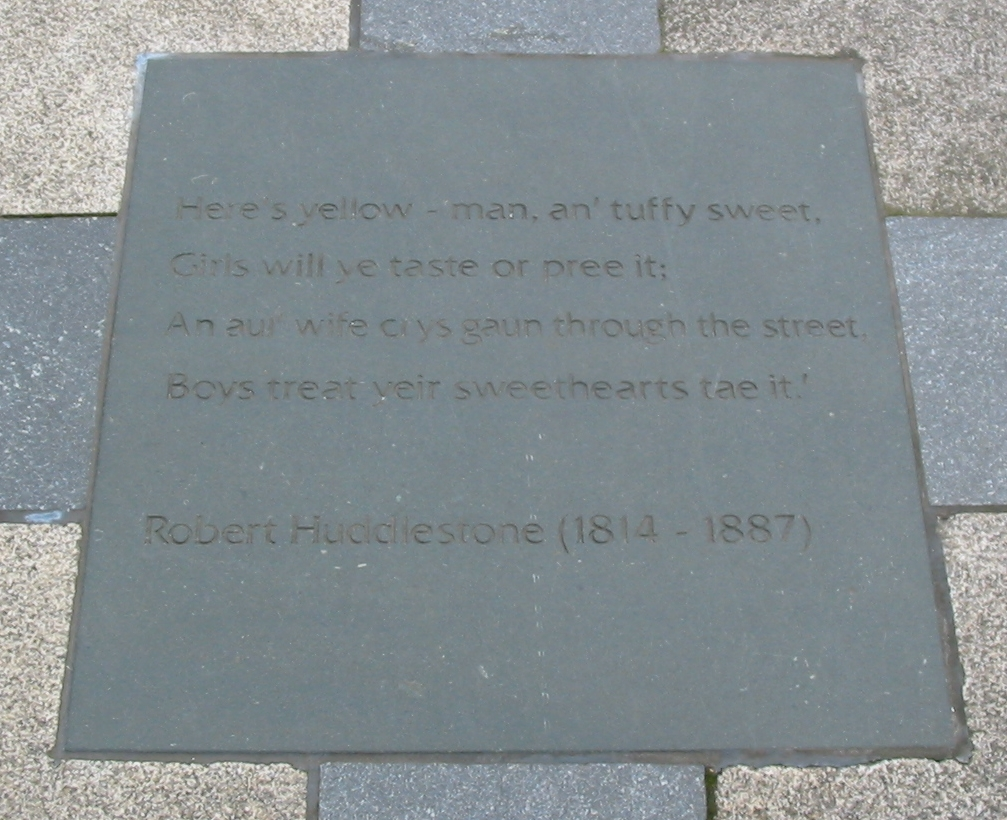
Poesia escocesa de l'Ulster, Robert Huddlestone (1814–1887) al paviment, Writers ’Square, Belfast

L'augment de l'alfabetització a les zones rurals i perifèriques, i un accés més ampli a la publicació a través, per exemple, de diaris locals va fomentar el desenvolupament literari regional a mesura que avançava el segle XIX. Alguns escriptors en llengües i dialectes menys utilitzats de les illes van obtenir un seguiment literari fora de les seves regions natives, per exemple William Barnes (1801–86) a Dorset, George Métivier (1790–1881) a Guernsey i Robert Pipon Marett (1820–84)) a Jersey.

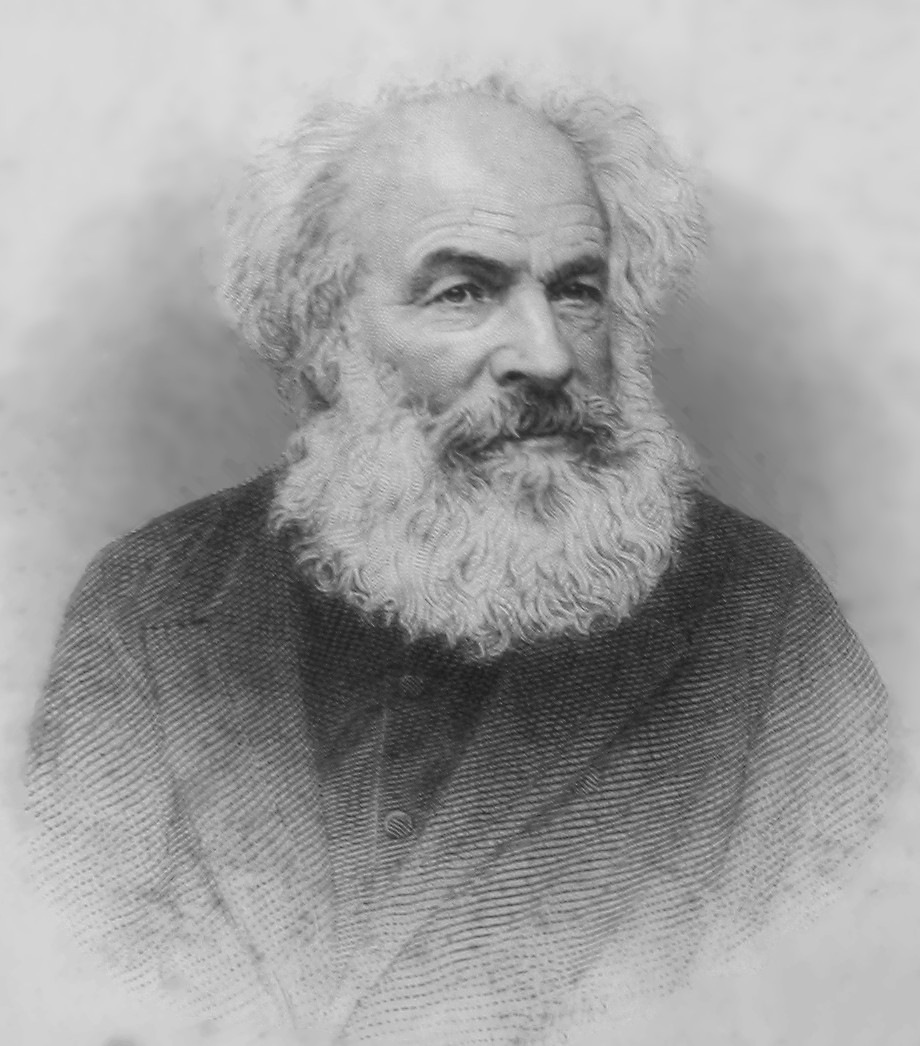
George Métivier (1790–1881), el "poeta nacional" de Guernsey

George Métivier va publicar Rimes Guernesiaises, una col·lecció de poemes en guerneseiès i francès el 1831 i el 1866 Fantaisies Guernesiaises. Els poemes de Métivier havien aparegut per primera vegada als diaris a partir del 1813, però va passar temps a Escòcia en la seva joventut on es va familiaritzar amb la tradició literària escocesa encara que també va estar influït per la literatura occitana. La primera antologia impresa de poesia de Jèrriais, Rimes Jersiaises, es va publicar el 1865.
L'anomenada " Cranken Rhyme " produïda per John Davey de Boswednack, una de les darreres persones amb certs coneixements tradicionals de l'idioma, pot ser l'última peça de la literatura tradicional de Cornualla.
John Ceiriog Hughes volia restaurar la simplicitat de la dicció i la sinceritat emocional, alhora va impulsar per la poesia gal·lesa el que Wordsworth i Coleridge havien fet per la poesia anglesa.
Edward Faragher (1831–1908) ha estat considerat l'últim escriptor nadiu important de Manx. Va escriure poesia, records de la seva vida com a pescador, i les seves traduccions seleccionat Faules d'Isop.
El desenvolupament de la cultura literària irlandesa es va promoure a la fi del segle xix i principis del segle XX pel Irish Literary Revival (vegeu també The Celtic Revival), que va rebre el suport de William Butler Yeats (1865–1939), Augusta, Lady Gregory i John Millington. Sincronitza. El Revival va estimular una nova apreciació de la literatura tradicional irlandesa. Es tractava d'un moviment nacionalista que també va fomentar la creació d'obres escrites en l'esperit de l'irlandès, diferents de la cultura britànica. Tot i que el drama era un component important d'aquest moviment, també incloïa prosa i poesia.

## Segle XX
Dòmhnall Ruadh Chorùna va ser un poeta gaèlic escocès que va servir a la Primera Guerra Mundial i, com a poeta de guerra va descriure l'ús del gas verinós al seu poema Òran a 'Phuinnsuin ("Cançó del verí"), però potser el seu treball més conegut és el seu poema d'amor An Eala Bhàn ("El cigne blanc"). El poeta gal·lès Hedd Wyn, va ser assassinat a la Primera Guerra Mundial, tot i que va produir relativament pocs poemes bèl·lics com a tals, va ser objecte d'una pel·lícula gal·lesa nominada als Oscar. In Parenthesis, un poema èpic de David Jones publicat per primera vegada el 1937, és una obra notable de la literatura de la Primera Guerra Mundial, influïda per les tradicions gal·leses, tot i que Jones va néixer a Anglaterra. També es va publicar una poesia que reflecteix la vida a la casa; La col·lecció Dires et Pensées du Courtil Poussin de l' escriptor guernésià Thomas Henry Mahy, s va publicar el 1922, i contenia alguns dels seus poemes d'observació publicats a La Gazette de Guernesey durant la guerra.
A finals del segle xix i principis del segle xx, la literatura gal·lesa va començar a reflectir la manera com el gal·lès es convertia cada vegada més en un símbol polític. Dos literats nacionalistes importants van ser Saunders Lewis (1893–1985) i Kate Roberts (1891–1985), que van començar a publicar als anys vint. Les carreres de Kate Roberts i Saunders Lewis van continuar després de la Segona Guerra Mundial i tots dos van ser dels autors més destacats en llengua gal·lesa del segle xx.
L'any 1922 va marcar un canvi significatiu en la relació entre Gran Bretanya i Irlanda, amb la creació de l'Estat lliure d'Irlanda al sud predominantment catòlic, mentre que la Irlanda del Nord era predominantment protestant i va continuar formant part del Regne Unit. Els moviments nacionalistes a Gran Bretanya, especialment a Gal·les i Escòcia, també van influir significativament en els escriptors dels segles XX i XXI. Els referèndums celebrats a Gal·les i Escòcia van acabar donant lloc a l'establiment d'una forma d'autogovern a tots dos països.
La Renaixença del gaèlic escocès (gaèlic-escocès: Ath-Bheòthachadh na Gàidhlig) és un moviment continuat en el temps i relatiu al renaixement de la llengua gaèlica escocesa. Tot i que aquesta llengua havia afrontat un descens gradual del nombre de parlants des de finals del segle xix, el nombre de joves parlants de gaèlic amb fluïdesa augmenta a causa de l'educació en gaèlic. El moviment té els seus orígens en el Renaixement escocès, especialment en l'obra de Sorley MacLean, George Campbell Hay, Derick Thomson i Iain Crichton Smith. Sabhal Mòr Ostaig es veu de vegades com a producte d'aquest renaixement. Tot i que molts dels productes del Renaixement es troben en la poesia o en la música tradicional, molts com MacLean i Iain Crichton Smith i, més recentment, Aonghas MacNeacail els han barrejat amb estils moderns internacionals.

## Literatura del segle XXI
Entre els escriptors contemporanis en gaèlic escocès hi ha Aonghas MacNeacail i Angus Peter Campbell que, a més de dues col·leccions de poesia gaèlica escocesa, ha produït dues novel·les gaèliques: An Oidhche Mus Do Sheol Sinn (2003) i Là a 'Deanamh Sgeil Do Là (2004). El 2006 es va publicar una col·lecció de contes P'tites Lures Guernésiaises (en guernèsia amb traducció paral·lela a l'anglès) de diversos escriptors. El març del 2006 es va publicar Dunveryssyn yn Tooder-Folley de Brian Stowell (The vampire murders), la primera novel·la de llarga durada a Manx. Hi ha certa producció de literatura irlandesa moderna a Irlanda del Nord. El poeta en performance Gearóid Mac Lochlainn explota les possibilitats creatives per a la poesia dels "irlandesos creolitzats" en la parla de Belfast.
El panorama teatral s'ha reconfigurat, passant d'un únic teatre nacional a finals del segle XX a quatre a conseqüència del retorn d'una política cultural.
Amb la reactivació del còrnic, hi ha hagut noves obres escrites en la llengua. La primera de les traduccions bíbliques al còrnic es va publicar el 2011.